# Dry Pilgrimage
Dry Pilgrimage es una novela original de Paul Leonard y Nick Walters de la arqueóloga ficticia Bernice Summerfield(ISBN 0-426-20525-1). Las New Adventures fue un derivado de la serie de televisión británica de ciencia ficción Doctor Who.